# Kasket
Kasket (fransk diminutiv casquette af casque, en lille hjelm uden visir) var i sin oprindelige form en engelsk mode, en kalot med udstående skygge af klæde eller skind, der optoges i fransk formiddagsmoder ved 1750. Den stammer fra stalddragten og blev optaget i jagtkostumet. Sidst i 18. århundrede var den endnu ikke blevet almuens hovedbedækning; den var en ulden tophue, som under revolutionen i Frankrig blev gjort til politisk tegn, men dog var så skyet af konventets medlemmer, at endog Jean-Paul Marat kom til møde i kasket. Ved 1800 var denne omtrent aflagt, men da den høje hat, der kom i udbredelse efter den tid, faldt til besvær, genoptoges kasket ved 1820 og bares på rejser, landture og i halvnegligé. Derefter kom den på menigmands hoved og på drenges, indtil de modnedes til at gå med hat. I vore dage er den bløde hat ved at blive allemands beklædning. Kasket indførtes ved hærene 1830 for at lette soldaten for sjakoens byrde. Først kom den russiske kasket, indført i den danske hær, og med den rykkede landsoldaten ud 1848. Den er bevaret i Rusland og Preussen. Samtidig kom Orléans-kasket, båret af hæren i Algier og bevaret på general Christian de Mezas hoved til 1864. Derefter den østigske kasket, der nu også bæres i Frankrig og i noget ændret form i Danmark. Endelig er den gammel engelske cap fra stalden kommet på sportsmænds hoveder.